# Đảo Samish

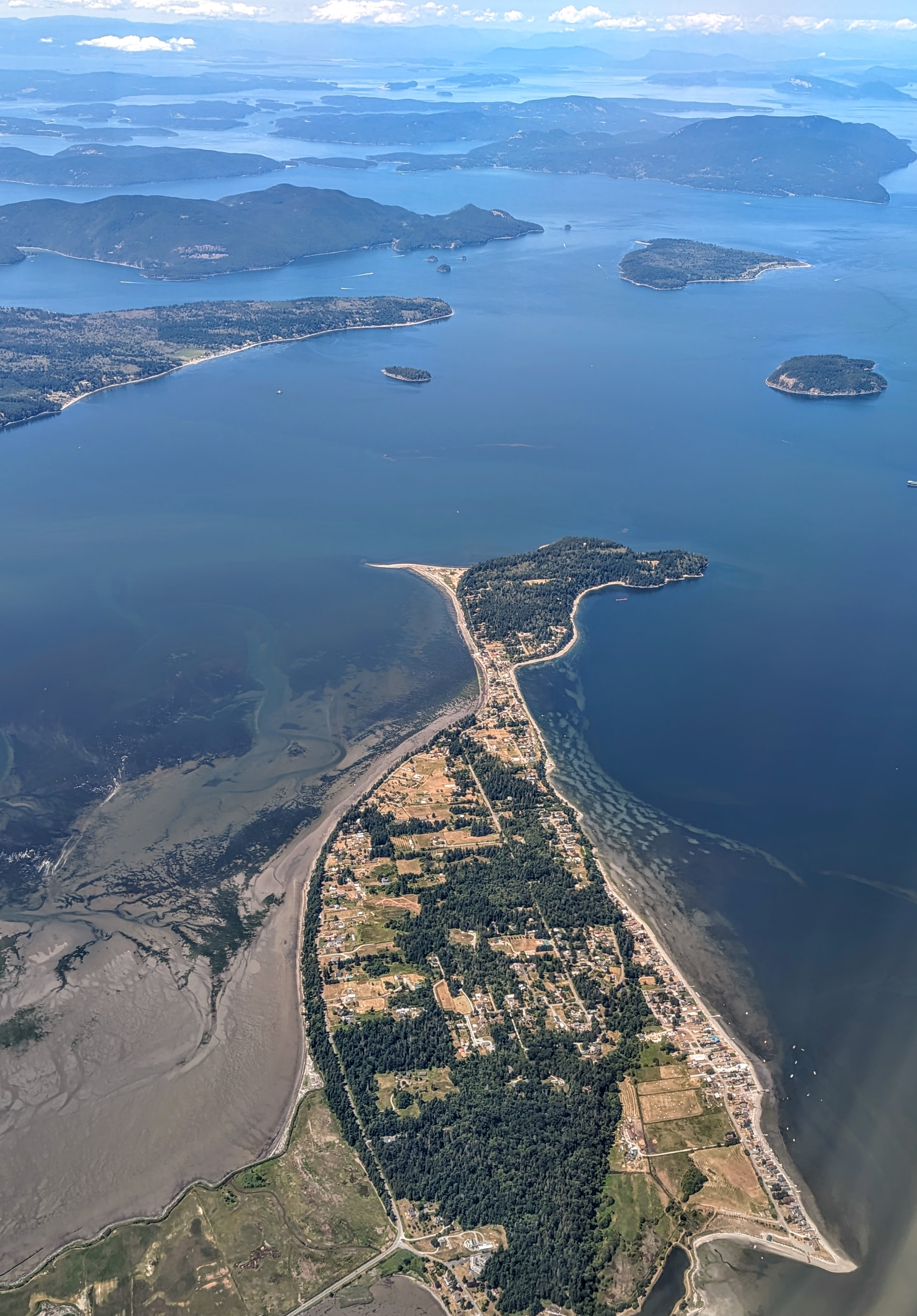
Không ảnh đảo Samish, phía dưới bên trái là đường nối với đất liền

Đảo Samish là một khu chưa hợp nhất (unincorporated community) trong quận Skagit, tiểu bang Washington, Hoa Kỳ. Nó toạ lạc trên một hòn đảo cùng tên (đảo Samish), nằm ngoài khơi bờ biển phía tây bắc của lục địa Washington. Nó được kết nối với đất liền bằng một hệ thống đê điều được tạo ra trong những năm đầu thế kỷ 20.
Samish là tên của một bộ lạc người Mỹ bản địa ở Tây Thái Bình Dương (bộ lạc Coast Salish) và hòn đảo Samish hay khu chưa hợp nhất Samish được đặt tên theo tên của bộ tộc này. Hòn đảo là nơi mà tổ tiên của người Samish từng định cư.